# Viața luminoasă (film)
Viața luminoasă (în portugheză A Vida Luminosa) este un film dramatic portughez din 2025, scris și regizat de João Rosas, la debutul său regizoral. Filmul îl prezintă pe Nicolau, un tânăr de 24 de ani din Lisabona, care, în timp ce jonglează cu locuri de muncă pe termen scurt, visează la o carieră muzicală și nu are chef să-și sărbătorească fastuos ziua de naștere pentru că suferă din dragoste
A avut premiera la Festivalul Internațional de Film Independent IndieLisboa pe 7 mai 2025. Pe 26 iunie 2025 a fost lansat în cinematografele portugheze.
A concurat pentru Globul de Cristal la cea de-a 59-a ediție a Festivalului Internațional de Film de la Karlovy Vary.

## Distribuție
- Francisco Melo în rolul lui Nicolau
- Cécile Matignon în rolul lui Chloé
- Federica Balbi în rolul Annei
- Gemma Tria în rolul Emmei
- Ângela Ramos în rolul Matildei
- Francisca Alarcão în rolul Marianei
- Margarida Dias în rolul lui Inês

## Lansare
Filmul Viața luminoasă a avut premiera la Festivalul Internațional de Film Independent IndieLisboa pe 7 mai 2025. A concurat pentru Globul de Cristal alături de alte unsprezece lungmetraje la cea de-a 59-a ediție a Festivalului Internațional de Film de la Karlovy Vary, pe 5 iulie 2025. A fost lansat în cinematografe pe 26 iunie 2025.

## Receptare critică
Vladan Petkovic, recenzând filmul la Festivalul Internațional de Film de la Karlovy Vary pentru Cineuropa, a scris: „Debutul lungmetrajului lui João Rosas oferă un ton ușor ironic și subtil rebel, prezentând o experiență de vizionare relaxată, în timp ce îl asociază pe protagonistul său familiar cu Lisabona, care joacă un rol central în poveste.”

## Premii
| An   | Premiu                                              | Categorie                         | Destinatar      | Rezultat     | Referințe |
| ---- | --------------------------------------------------- | --------------------------------- | --------------- | ------------ | --------- |
| 2025 | Festivalul Internațional de Film de la Karlovy Vary | Marele Premiu "Globul de Cristal" | Viața luminoasă | Nominalizare | [ 9 ]     |